# The Mole Song: Final
The Mole Song Final (en japonés: 土竜の唄 FINAL, Mogura no uta Final?) también conocida como Mole Song Final, es una película japonesa de 2021 dirigida por Takashi Miike y basada en la serie manga "Mogura no Uta" de Noboru Takahashi.
La película es una secuela de The Mole Song 2: Hong Kong Capriccio de 2016, que a su vez es secuela de The Mole Song: Undercover Agent Reiji de 2013. Juntas forman la trilogía The Mole Song, todas ellas dirigidas por Takashi Miike.

## Trama
La película es la última entrega de la trilogía "The Mole Song". En la cual, el policía más inepto de Japón, Reiji Kikukawa, es despedido tras un incidente con lencería. Pero, el despido, forma parte de una estratagema de sus superiores para infiltrar a Reiji en la yakuza y convertirlo en un "topo". Reiji es un completo idiota y, de alguna manera, se las arregla para entrar en la yakuza. Una clásica historia de pez fuera del agua con montones de gags cómicos y acción desenfrenada.

## Argumento
El investigador encubierto Reiji Kikukawa, apodado "El Topo", descubre que Shuho Todoroki, el líder de la banda Sukiya-kai, planea comprar un contenedor con 10 toneladas de anfetaminas camufladas en pasta para cocinar, proporcionadas por la familia italiana Guillotina, liderada por Don Razza. La policía le encarga a Reiji la tarea de arrestar a Shuho Todoroki durante el negocio, posponiendo así su regreso a una vida normal y la propuesta de matrimonio para su novia Junna.
En el momento de la transacción, Retsuo el hijo de Shuho Todoroki, llega para cerrar el trato. Reiji se da cuenta de que Shuho se encuentra a salvo a bordo del crucero Costa Firenze, el cual la policía japonesa no puede abordar porque navega con bandera italiana. Reiji consigue subir a bordo y se encuentra con que Junna está en el crucero, en un viaje para solteras, intentando olvidarse él.
Masaya Hiura, también conocido como "Crazy Papillon", busca eliminar a los miembros de la yakuza involucrados en el tráfico ilegal de drogas e intenta disparar a Shuho Todoroki. Pero Reiji necesita a Shuho vivo para poder arrestarlo, por lo se ve obligado a detener a Masaya y confesarle que durante todo el tiempo que han sido amigos, él era un topo.
Shuho finalmente es arrestado y Masaya continúa su cruzada contra los narcotraficantes yakuza. Reiji regresa a la policía, mientras que Junna es ascendida y se convierte en su superior.

## Reparto
| Actor                  | Papel                            |
| ---------------------- | -------------------------------- |
| Tōma Ikuta             | Reiji Kikukawa                   |
| Riisa Naka             | Junna Wakagi                     |
| Shin’ichi Tsutsumi     | Masaya Hiura                     |
| Koichi Iwaki           | Shuho Todoroki                   |
| Ryōhei Suzuki          | Retsuo Todoroki                  |
| Kenshiro Kato          | Retsuo Todoroki (infancia)       |
| Takashi Okamura        | Seiichi Nekozawa                 |
| Mitsuru Fukikoshi      | Toshio Sakami                    |
| Ken'ichi Endô          | Kazumi Akagiri                   |
| Sarutoki Minagawa      | Doppo Fukuzumi                   |
| Karen Takizawa         | Tama Samon                       |
| Paolo Andrea Di Pietro | Tasador                          |
| Nanao                  | Kochou                           |
| Nihi                   | Chico de la fiesta en la piscina |
| Susumu Terajima        | Akio Sakuno                      |
| Daniela Aiko           | Rosaria                          |

## Otros créditos
- Producción: Shin'ichi Ogawa, Masakazu Kubo, Julie K. Fujishima, Hiroyasu Matsuoka y Toshiaki Okuno.
- Productores: Kei Kajimoto, Misako Saka, Shigeji Maeda y Juichi Uehara.
- Diseñador de producción (arte): Yûji Hayashida.
- Efectos de sonido: Masatoshi Katsumata.
- Grabación (sonido): Jun Nakamura.
- Decoración: Akira Sakamoto.
- Supervisores de efectos visuales: Kaori Ōtagaki y Gento Fujiwara.
- Coordinador de especialistas: Masayoshi Deguchi.
- Supervisor de personajes: Yûya Maeda.
- Casting: Tsuyoshi Sugino.
- Cooperación de producción: Rakueisha.

## Lanzamiento
La película se estrenó el 13 de noviembre de 2021 en el Geneva International Film Festival de Suiza, y el los cines de Japón el 19 de noviembre de 2021. En España se estrenó en el Festival de cine de sitges de 2022,
Fue lanzada en Japón en DVD y Blu-ray el 20 de abril de 2022, editado por Fuji Television y distribuido por Tōhō en dos ediciones diferentes:
- The Mole Song Final Standard Edition (土竜の唄 FINAL スタンダード・エディション?) (1 disco) versión en DVD y Blu-ray.[4]
  - Anuncio especial, tráiler y anuncio de televisión.
- The Mole Song FINAL Special Edition (土竜の唄 FINAL スペシャル・エディション?) (3 discos) versión en DVD y Blu-ray.[5]
  - Disco principal: DVD o Blu-ray (igual que la versión estándar)
  - Disco extra 1:
    - Making of de la película.
    - Recopilación de eventos. Estreno y proyección previa / Saludos del primer día en escena y del último / Saludos conmemorativos del lanzamiento en Osaka.
    - Festival especial "The Mole Song FINAL". Un vídeo de un evento en vivo grabado con Tōma Ikuta y el elenco, antes del estreno de la película.
    - Un vistazo al lugar de trabajo de Noboru Takahashi.

  - Disco extra 2:
    - Película "The Mole Song FINAL": Charla final especial entre un elenco estelar de presentadoras, contra Tōma Ikuta.
    - Comentario visual: Tōma Ikuta y el director Takashi Miike hablan en profundidad sobre cada aspecto de la película.

## Recepción
Ard Vijn en una reseña para Screen Anarchy, escribió: «Lo último de Takashi Miike es un crudo bombardeo de humor, lo que significa que es un final perfecto para esta trilogía en particular. Ver a estos tres tipos bombardeándose, disparándose, pateándose y dándose cabezazos en una multitud de escenarios caros mientras visten los trajes más llamativos, es sencillamente disfrutable». 
Niels Matthijs en una reseña para Onderhond, comentó: «The Mole Song: Final es justo lo que debería ser. No hay grandes sorpresas, giros inesperados ni nuevas versiones de un concepto anticuado. En cambio, se trata de una superproducción vibrante que se ajusta a los estándares del género, dejando espacio a Miike para insertar sus elementos característicos. La definición de entretenimiento puro y sin filtros».
Marina D. Richter en una reseña para Asian Movie Pulse, escribió: «Disfruta de la pasta tierna y cocida, sazonada con ingredientes excepcionales de la cocina de acción y comedia de Takashi Miike, y recuerda que no hay límites para usar cualquier canción en la banda sonora de una película, si estás convencido de que funcionará. No pierdas la oportunidad de ver esta película si se te presenta la posibilidad».

## Precuela y secuelas
La película es la tercera parte de una trilogía, dirigida por Takashi Miike y protagonizada por Tōma Ikuta.
Juntas forman la trilogía The Mole Song:
- The Mole Song: Undercover Agent Reiji (土竜の唄　潜入捜査官 REIJI, Mogura no uta: Sennyû sôsakan Reiji?) de 2013.
- The Mole Song 2: Hong Kong Capriccio (土竜の唄 香港狂騒曲, Mogura No Uta Hong Kong Kyôsô Kyoku?) de 2016.
- The Mole Song Final (土竜の唄 FINAL, Mogura no uta Final?) de 2021.

## Tema musical
La película contó con un sencillo de la Boy band japonesa Kanjani Eight, titulado: Inazuma blues (稲妻ブルース?), lanzado como el 17 de noviembre de 2021 por Imperial Records, como la canción principal de su décimo álbum "8BEAT". 
- Letra, composición y arreglos: Peach.

Esta es la tercera vez que el grupo de música Kanjani Eight, participa con un tema musical para la serie de películas The Mole Song, después de que lo hicieran con el tema King of Otoko (キング オブ 男！?) para la primera película The Mole Song: Undercover Agent Reiji de 2013.Y más tarde lo volvieran a hacer para su secuela, The Mole Song 2: Hong Kong Capriccio de 2016, con el tema titulado Noroshi (ノロシ?).

## Manga
La película, al igual que sus predecesoras, está basada en el manga "Mogura no Uta" escrito e ilustrado por Noboru Takahashi.Se publicó en la revista Weekly Young Sunday de Shogakukan de 2005 a 2008. Después fue transferido y publicado en la revista Big Comic Spirits de 2008 hasta la actualidad.  
En mayo de 2023, el manga tenía más de 10 millones de copias en circulación y el 28 de febrero de 2025 se publicó el tomo número 90.